# Méghálaj
Méghálaj je malý stát v severovýchodní Indii. Jeho jméno znamená v sanskrtu „příbytek mraků“. Sousedí s Ásámem na severu a Bangladéšem na jihu. Hlavní město je Šilaung. Rozloha státu je 22 429 km². Méghálaj má přes dva milióny obyvatel.
Je to chudý stát, hlavní úlohu v ekonomice má zemědělství. Sestává převážně z horského pásma, jehož výška přesahuje tisíc m n. m. Díky horám a tomu, že leží na severu Indie, má většina státu horské subtropické klima. Přezdívá se mu proto „Skotsko východu“.
Šilaung, hlavní město státu, je populární horské letovisko.
Město Čérápuňdží je nejvlhčím městem na světě, ročně tu spadne průměrně 12 m srážek. Tato oblast je tak vlhká proto, že náhle stoupající horské pásmo zachycuje vlhkost monzunů přicházejících od Indického oceánu. Místní obyvatelé se díky tomu naučili vytvářet živé mosty z kořenů stromů, některé jsou až 100 m dlouhé a unesou 50 osob.